# Kim Szunjong
Kim Szunjong (hangul: 김수녕, handzsa: 金秀寧, RR: Gim Su-nyeong; 1971. április 5.–) többszörös világ- és olimpiai bajnok dél-koreai íjásznő. 2011-ben a Nemzetközi Íjászszövetség (FITA) a 20. század íjásznőjének választotta.